# Untergriesbach

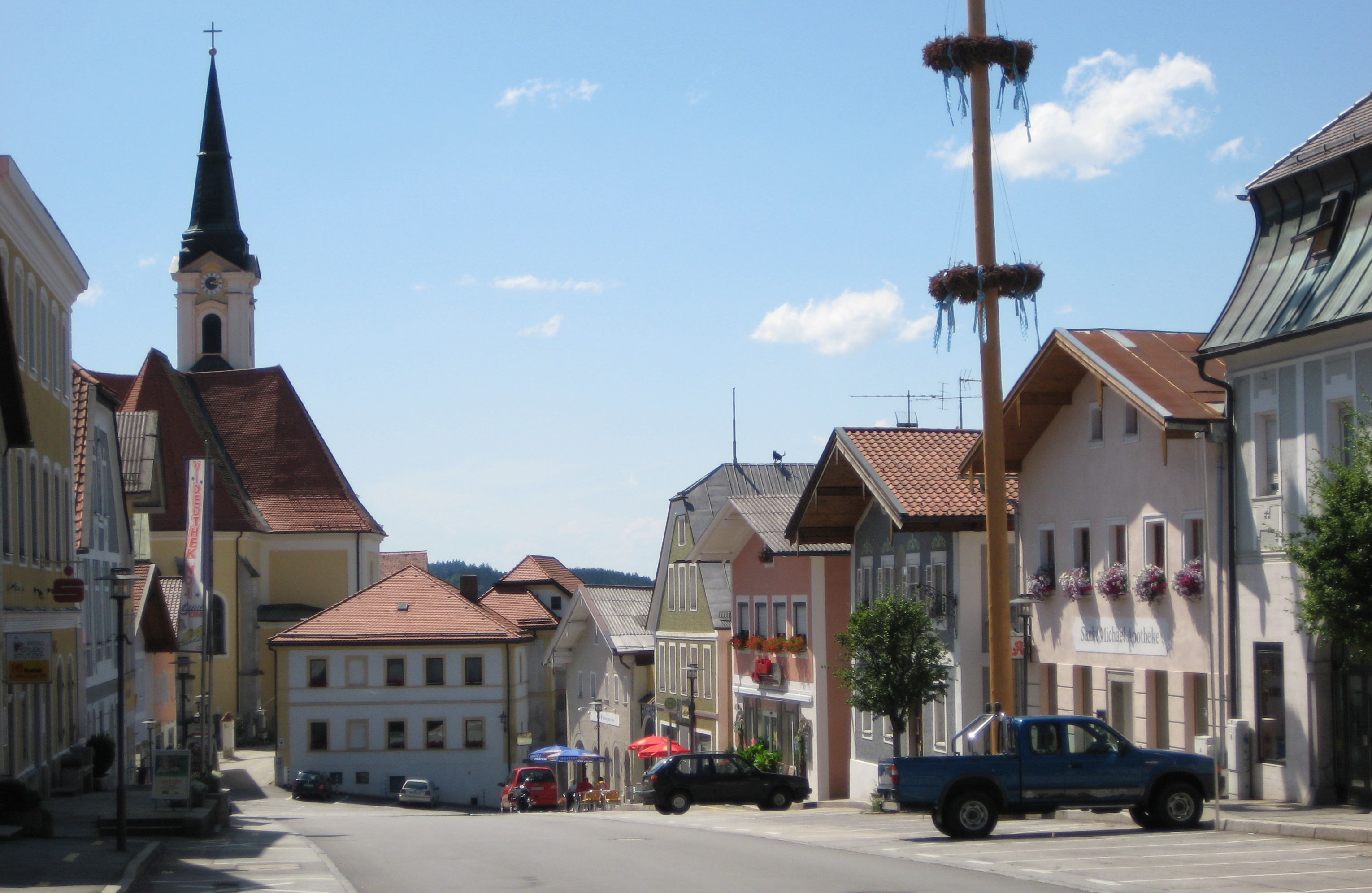
Untergriesbach

Untergriesbach – gmina targowa w Niemczech, w kraju związkowym Bawaria, w rejencji Dolna Bawaria, w regionie Donau-Wald, w powiecie Pasawa. Leży około 15 km na wschód od Pasawy, przy drodze B388.